# 인젠 도모야
인젠 도모야(일본어: 隠善 智也, 1984년 6월 5일 ~ )는 일본의 전 프로 야구 선수이다. 히로시마현 히가시히로시마시 출신이며 현역 시절 포지션은 외야수였다.
2007년에 육성 선수로서 요미우리 자이언츠에 입단한 뒤 2008년부터 2015년 현역을 은퇴할 때까지 지배하 등록 선수로서 요미우리에서 활약했다.

## 인물

### 프로 입단 전
히로시마현 히가시히로시마시 출신으로 초등학교 3학년 때 이소베 고이치의 아버지가 감독을 맡고 있는 팀에서 소프트볼을 시작해 중학교 시절에서는 투수 겸 외야수로 3번 타자로 뛰었다. 고등학교 시절 3번·1루수·외야수 뿐만 아니라 투수까지 맡아 좌완 투수이면서 3학년 때 춘계 대회인 준결승전에서 유격수를 지킨 적도 있다. 2학년 여름 대회에서 8강, 2학년 추계 대회에서는 4강, 3년 춘계 현 대회에서 4강, 3학년 여름 대회에서는 8강에 진출했다. 대학 시절에는 히로시마 6대학 리그의 중심 타자로서 주목을 받아 대학 통산 13홈런, 베스트 나인 4회, 3학년 봄에는 MVP를 석권했고, 투수가 부족한 사정으로 인해 투수로도 겸임하고 있었다.
2006년 프로 야구 드래프트 회의에서 요미우리 자이언츠로부터 육성 드래프트 4순위로 지명받아 입단했다. 이후 12월 14일 도쿄 도내의 호텔에서 열린 입단 회견에서 “동경하고 있는 선수는 다카하시 요시노부 선수”라고 발언했다.

### 프로 입단 후

#### 2007년
이듬해 2군에서 활동하여 시즌 후반에 기대 이상의 타격과 호수비로 활약하는 등 최종적으로 타율 2할 8푼 4리를 기록했다.

#### 2008년
시범 경기와 교육 리그에서의 활약을 인정받아 3월 21일에 지배하 선수로 등록되면서 새로운 등번호는 99번으로 배정받았다. 3월 30일의 도쿄 야쿠르트 스왈로스와의 경기(3차전)에서 9회초에 팀의 4번째 투수인 오치 다이스케의 대타로 기용돼 1군 경기의 첫 출전을 완수했다. 그 타석에서 좌중간을 가르는 2루타를 때려내 프로 데뷔 후 첫 안타를 기록했다.
같은 해 5월 11일 도쿄 돔에서 열린 주니치 드래건스전에서 데뷔 후 처음으로 선발로 기용돼 하라 다쓰노리 감독의 믿음에 부응하듯 3안타 3타점의 맹활약으로 이 경기의 수훈 선수로 선정되었다.

#### 2009년 ~ 2011년
2009년 시즌부터는 등번호를 69번으로 변경했다. 2011년에 2군에서는 1위와의 5리차인 타율 3할 2푼 5리의 좋은 성적을 남기면서 7월에는 1군 승격되는 등 2년 만에 출전하게 되었다. 11월에 탤런트 출신인 마유와 결혼했다.

## 상세 정보

### 출신 학교
- 히로시마 국제 학원 고등학교
- 히로시마 국제 학원 대학

### 선수 경력
- 요미우리 자이언츠(2007년 ~ 2015년)

### 개인 기록
- 첫 출장 : 2008년 3월 30일, 대 도쿄 야쿠르트 스왈로스 3차전(메이지 진구 야구장), 9회초에 오치 다이스케의 대타로서 출장
- 첫 타석·첫 안타 : 상동, 9회초에 가마다 유야로부터 좌중간 2루타
- 첫 타점 : 2008년 5월 8일, 대 한신 타이거스 9차전(도쿄 돔), 3회말에 도가노 마사후미의 대타로서 출장, 라라이언 보겔송으로부터 좌익선상 동점 적시 2루타
- 첫 선발 출장 : 2008년 5월 11일, 대 주니치 드래건스 9차전(도쿄 돔), 7번·우익수로서 선발 출장
- 첫 도루 : 상동, 5회말에 2루 안착(투수 : 나카타 겐이치, 포수 : 다니시게 모토노부)

### 등번호
- 107(2007년 ~ 2008년 3월 20일)
- 99(2008년 3월 21일 ~ 2008년 시즌 종료)
- 69(2009년 ~ 2011년)
- 52(2012년 ~ 2015년)

### 연도별 타격 성적
| 연 도      | 소 속      | 경 기 | 타 석 | 타 수 | 득 점 | 안 타 | 2 루 타 | 3 루 타 | 홈 런 | 루 타 | 타 점 | 도 루 | 도 루 자 | 희 생 번 | 희 생 플 | 볼 넷 | 고 4 | 사 구 | 삼 진 | 병 살 타 | 타 율 | 출 루 율 | 장 타 율 | O P S |
| ---------- | ---------- | ----- | ----- | ----- | ----- | ----- | ------- | ------- | ----- | ----- | ----- | ----- | -------- | -------- | -------- | ----- | ---- | ----- | ----- | -------- | ----- | -------- | -------- | ----- |
| 2008년     | 요미우리   | 36    | 63    | 62    | 4     | 18    | 2       | 0       | 0     | 20    | 4     | 2     | 1        | 0        | 0        | 1     | 0    | 0     | 19    | 1        | .290  | .302     | .323     | .624  |
| 2009년     | 요미우리   | 3     | 2     | 2     | 0     | 0     | 0       | 0       | 0     | 0     | 0     | 0     | 0        | 0        | 0        | 0     | 0    | 0     | 1     | 0        | .000  | .000     | .000     | .000  |
| 2011년     | 요미우리   | 3     | 1     | 1     | 0     | 0     | 0       | 0       | 0     | 0     | 0     | 0     | 0        | 0        | 0        | 0     | 0    | 0     | 1     | 0        | .000  | .000     | .000     | .000  |
| 2012년     | 요미우리   | 22    | 25    | 21    | 0     | 2     | 0       | 0       | 0     | 2     | 1     | 0     | 0        | 0        | 0        | 4     | 0    | 0     | 4     | 0        | .095  | .240     | .095     | .335  |
| 2013년     | 요미우리   | 1     | 1     | 1     | 0     | 0     | 0       | 0       | 0     | 0     | 0     | 0     | 0        | 0        | 0        | 0     | 0    | 0     | 0     | 0        | .000  | .000     | .000     | .000  |
| 2014년     | 요미우리   | 11    | 29    | 28    | 1     | 9     | 0       | 0       | 0     | 9     | 0     | 1     | 0        | 1        | 0        | 0     | 0    | 0     | 5     | 2        | .321  | .321     | .321     | .643  |
| 2015년     | 요미우리   | 3     | 2     | 2     | 0     | 2     | 0       | 0       | 0     | 2     | 2     | 0     | 0        | 0        | 0        | 0     | 0    | 0     | 0     | 0        | 1.000 | 1.000    | 1.000    | 2.000 |
| 통산 : 7년 | 통산 : 7년 | 79    | 123   | 117   | 5     | 31    | 2       | 0       | 0     | 33    | 7     | 3     | 1        | 1        | 0        | 5     | 0    | 0     | 30    | 3        | .265  | .295     | .282     | .577  |

### 연도별 수비 성적
| 연도 | 1루   | 1루   | 1루   | 1루   | 1루   | 1루      | 외야  | 외야  | 외야  | 외야  | 외야  | 외야     |
| 연도 | 경 기 | 척 살 | 보 살 | 실 책 | 병 살 | 수 비 율 | 경 기 | 척 살 | 보 살 | 실 책 | 병 살 | 수 비 율 |
| ---- | ----- | ----- | ----- | ----- | ----- | -------- | ----- | ----- | ----- | ----- | ----- | -------- |
| 2008 | 1     | 4     | 0     | 0     | 0     | 1.000    | 26    | 19    | 0     | 1     | 0     | .950     |
| 2009 | -     | -     | -     | -     | -     | -        | 1     | 0     | 0     | 0     | 0     | .000     |
| 2011 | -     | -     | -     | -     | -     | -        | 1     | 0     | 0     | 0     | 0     | .000     |
| 2012 | 1     | 2     | 0     | 0     | 1     | 1.000    | 11    | 5     | 0     | 0     | 0     | 1.000    |
| 2014 | -     | -     | -     | -     | -     | -        | 10    | 12    | 0     | 1     | 0     | .923     |
| 2015 | -     | -     | -     | -     | -     | -        | 1     | 0     | 0     | 0     | 0     | .000     |
| 통산 | 2     | 6     | 0     | 0     | 1     | 1.000    | 50    | 36    | 0     | 2     | 0     | .960     |